# بیتی (نوادا)
بیتی، نوادا (به انگلیسی: Beatty, Nevada) یک سکونتگاه مسکونی در ایالات متحده آمریکا است که در نوادا واقع شده‌است.

## خصوصیات
بیتی ۴۵۴٫۹ کیلومترمربع مساحت و ۱٬۰۱۰ نفر جمعیت دارد و ۱٬۰۰۸ متر بالاتر از سطح دریا واقع شده‌است.